# Rhinoptilus
Rhinoptilus (лат.) — род птиц из семейства тиркушковых.

## Распространение
Обитают в основном в Африке и Азии (Индия, один вид). Населяют пустыни и другие засушливые регионы.

## Виды
В состав рода включают следующие виды птиц:
- Rhinoptilus cinctus — Трёхполосый бегунок
- Rhinoptilus chalcopterus — Аметистовый бегунок
- Rhinoptilus bitorquatus — Бегунок Джердона
- Rhinoptilus africanus — Двухполосый бегунок

## Таксономия
Ранее виды из данного рода относили к другим родам птиц: к Macrotarsius (Blyth), Chalcopterus (Reich.) и Hemerodromus (Heuglin).

## Описание
У этих птиц длинные ноги, короткие крылья и длинные заостренные клювы, которые загибаются вниз.

## Биология
Охотятся на насекомых, преследуя их на ногах. В кладке 2-3 яйца, которые откладываются на землю.